# Orzinuovi
Orzinuovi es una ciudad y municipio de la provincia de Brescia, Lombardía, en Italia.

## Historia
Orzinuovi fue fundada en 1193 bajo el nombre de "Orci Novi" como fortaleza fronteriza y con el estatus de comuna de Brescia. Desde entonces su historia estuvo ligada a la ciudad de Brescia, formando parte de los territorios de la República de Venecia desde 1466 y hasta la desaparición de esta en 1797. En ese momento pasó a estar bajo dominio napoleónico hasta 1815. Posteriormente formó parte del Reino de Lombardía-Venecia (dependiente del Imperio austríaco) hasta la segunda guerra de Independencia italiana. Desde 1860 forma parte del Reino de Italia/República Italiana.

## Fracciones geográficas
Dentro de la comuna se incluyen las siguientes frazione:
- Coniolo (en lombardo oriental: Cuniöl)
- Barco
- Pudiano
- Ovanengo
- Rossa

## Personajes ilustres
- Vanessa Ferrari, gimnasta olímpica. (1990)
- Cesare Prandelli, exjugador y exentrenador de la selección de Italia (1957)

## Evolución demográfica
| Gráfica de evolución demográfica de Orzinuovi entre 1861 y 2001 |
|                                                                 |
| Fuente ISTAT - elaboración gráfica de Wikipedia                 |